# Roccatederighi

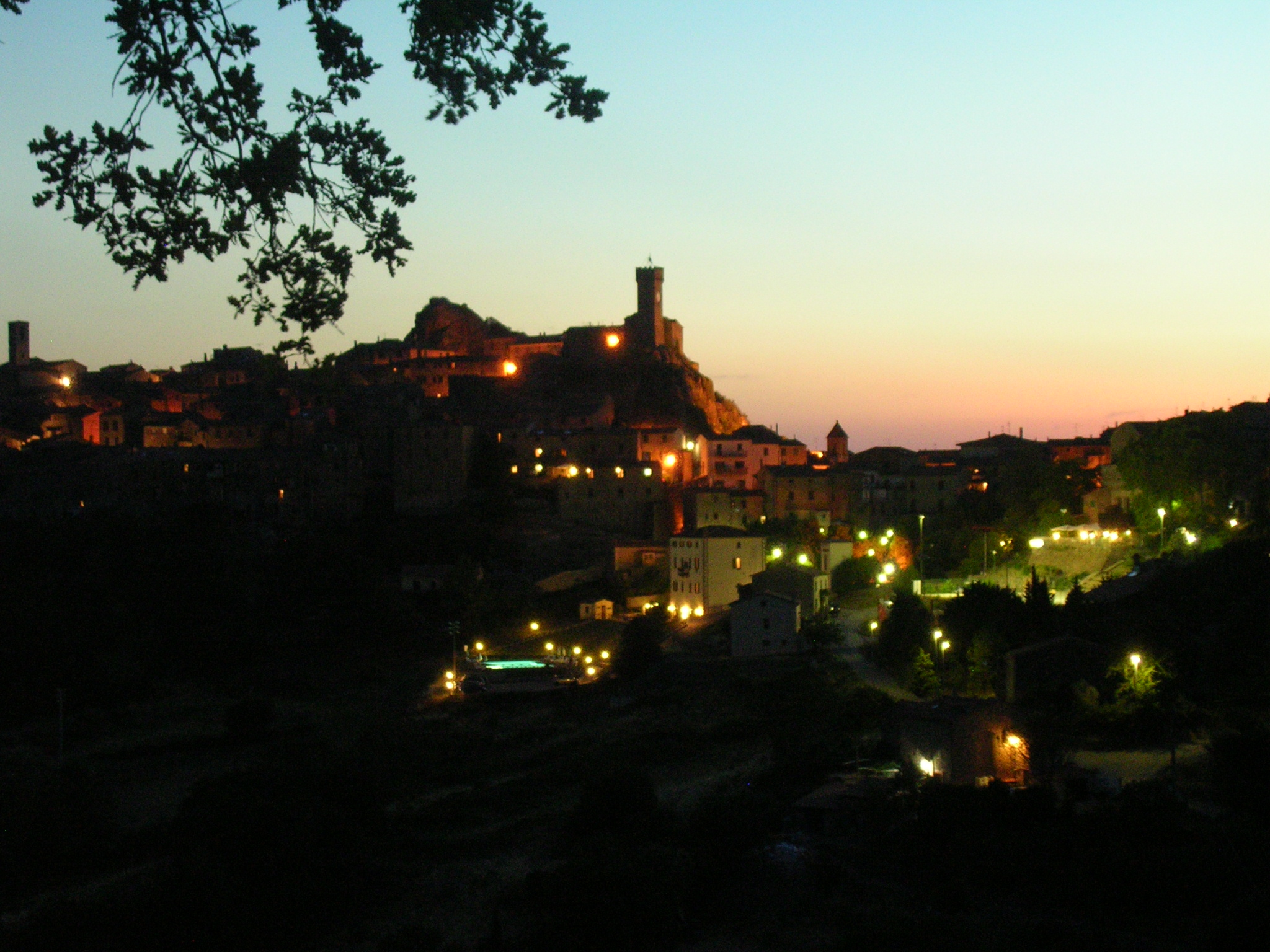
Roccatederighi al tramonto

Roccatederighi è una frazione del comune italiano di Roccastrada, nella provincia di Grosseto, in Toscana.

## Geografia fisica
Si tratta di un borgo medievale situato sulla cima di una collina a ovest di Roccastrada. Dista dal capoluogo di provincia, Grosseto, circa 33 km e dal capoluogo di regione, Firenze, circa 115 km.

## Storia
Sorto come castello intorno all'anno 952 con il nome di Rocca Norsina e sotto il territorio rosellano, ad inizio XIII secolo passò sotto il controllo della consorteria dei Guaschi di Massa Marittima e vassalli degli Aldobrandeschi e fu appellato con l'espressione "de Rocha filorum Guaschi" ad indicare appunto la consorteria che vi dominava, dal 1239 il paese fu detto dei "filii Tederighi" (dei figli di Tederigo), appartenenti appunto alla consorteria dei Guaschi e da cui poi il paese ha preso il nome. A partire dalla seconda metà del 1200 il paese passò gradualmente sempre più sotto il controllo della Repubblica di Siena, inizialmente dal 1369 con il dominio dei Salimbeni e poi dal 1405 direttamente da parte di Siena.
A metà del XVI secolo entrò a far parte del Granducato di Toscana. Nel 1616 il granduca Cosimo II de' Medici concedette in feudo Roccatederighi al nobile Gian Cristoforo II Malaspina - del ramo detto dello Spino Secco, marchesi di Mulazzo - e nel 1632 il granduca Ferdinando II de' Medici eresse sia Roccatederighi che Montemassi in marchesato, creando Gian Cristoforo primo marchese.
Dopo Gian Cristoforo, il marchesato di Roccatederighi e Montemassi passò ai figli di lui, Corrado, prima, e Obizzo, poi, quindi al figlio di Obizzo, Gian Cristoforo III e infine al figlio di quest'ultimo, il marchese Cesare che, essendo l'ultimo della sua famiglia e gravato da debiti, nel 1770, con il consenso del governo graducale, vendette il marchesato alla famiglia Cambiaso di Genova.

### Il campo di concentramento di Roccatederighi (1943-44)
Dal 28 novembre 1943 al 9 giugno 1944, sotto la Repubblica Sociale Italiana, divenne operativo nei locali della sede estiva del Seminario vescovile di Grosseto a Roccatederighi, un campo di concentramento provinciale per raccogliervi gli ebrei italiani residenti a Grosseto e provincia, nonché i numerosi ebrei stranieri internati nei comuni della zona. Assieme alle strutture analoghe a Bagno a Ripoli, Bagni di Lucca e Civitella della Chiana, si trattò di uno dei quattro campi di concentramento adibiti in Toscana nel 1943-44 a luoghi di raccolta e transito per le deportazioni. Gli arresti cominciarono subito a dicembre: ebrei livornese sfollati a Pitigliano, Castell'Azzara e Roccastrada, ed ebrei stranieri internati ad Arcidosso, Roccalbegna e Cinigiano. Molti degli ebrei presenti nella provincia di Grosseto sfuggirono all'arresto, a Pitigliano come a Pari (Civitella Paganico), grazie al sostegno della popolazione locale. Per la maggior parte dei deportati dal campo di Roccatederighi non ci fu invece salvezza. Trasferiti in due gruppi (uno in aprile, uno nel giugno 1944) a Fossoli, di lì proseguiranno per Auschwitz dove troveranno quasi tutti la morte.
Di fronte all'edificio dell'ex Seminario, uno dei luoghi dell'Olocausto a lungo dimenticati, è stata collocato nel 2008 un piccolo monumento con la seguente iscrizione:
IN QUESTO LUOGO, PARZIALMENTE TRASFORMATO IN CAMPO DI CONCENTRAMENTO, TRA IL 28 NOVEMBRE 1943 E IL 9 GIUGNO 1944 FURONO RINCHIUSI NUMEROSI EBREI, VITTIME DELLA PERSECUZIONE RAZZIALE VOLUTA DAL FASCISMO.
38 DI LORO –  UOMINI, DONNE E BAMBINI, 29 STRANIERI E 9 ITALIANI – FURONO DEPORTATI NEI CAMPI DI STERMINIO DEL III REICH, DA DOVE QUASI NESSUNO TORNÒ.
LA MEMORIA DI QUEL DOLORE NON PUÒ RISARCIRE, MA RIMANE COME DOVERE E ESPRESSIONE DI FERMA VOLONTÀ DI OPERARE PERCHÉ CIÒ CHE È ACCADUTO NON DEBBA MAI PIÙ RIPETERSI.
ISTITUTO STORICO GROSSETANO DELLA RESISTENZA E DELL’ETA’ CONTEMPORANEA - DIOCESI DI GROSSETO - COMUNITÀ EBRAICA DI LIVORNO - COMUNE DI ROCCASTRADA - PROVINCIA DI GROSSETO - COMUNE DI GROSSETO
27 Gennaio 2008 – Giornata della memoria 

## Monumenti e luoghi d'interesse

### Architetture religiose
- Chiesa di San Martino Vescovo, chiesa parrocchiale della frazione, è di origini medievali, ma ha subito delle ristrutturazioni agli inizi del XX secolo.

- Chiesa di San Sebastiano, si presenta in stile neoclassico a seguito di una ristrutturazione avvenuta nel corso del XIX secolo.

### Architetture civili
- Fontona, antiche fonti pubbliche in trachite, situate sulla strada per Sassofortino, si pensa siano state costruite tra il 1875 e il 1880. Restaurata nel 2004, ospita attualmente il museo degli attrezzi agricoli.

- Torre civica, realizzata nel 1911, sovrasta il borgo di Roccatederighi.

### Architetture militari
- Mura di Roccatederighi, antiche fortificazioni medievali, ne rimangono alcuni tratti.

### Altro
- Monumento a Francisco Ferrer, busto in marmo in onore dell'anarchico Francesc Ferrer i Guàrdia, fu realizzato dallo scultore grossetano Ivo Pacini ed inaugurato il 14 settembre 1914. Nel 1924 fu divelto dai fascisti, salvo ritornare al suo posto il 14 settembre 1948.

## Società

### Evoluzione demografica
Quella che segue è l'evoluzione demografica della frazione di Roccatederighi. Sono indicati gli abitanti dell'intera frazione e dove è possibile è messa tra parentesi la cifra riferita al solo capoluogo di frazione.
Dal 1991 sono contati da Istat solamente gli abitanti del centro abitato, non della frazione.
| Anno | Abitanti | Abitanti       |
| Anno | Frazione | Centro abitato |
| ---- | -------- | -------------- |
| 1640 | 422      | -              |
| 1745 | 269      | -              |
| 1833 | 772      | -              |
| 1845 | 996      | -              |
| 1921 | 2 028    | -              |
| 1931 | 1 713    | -              |
| 1961 | 1 842    | 1 534          |
| 1981 | 1 248    | 1 058          |
| 1991 |          | 918            |
| 2001 | -        | 846            |
| 2011 | -        | 773            |

### Tradizioni e folclore

#### Il palio dei ciuchi
Il paese è diviso in cinque contrade (Corso, Ventosa, Torre, Tramonto e Nobili) che partecipano il 14 agosto di ogni anno alla caratteristica corsa dei ciuchi (seguita da sfilate storiche medievali) per vincere il palio, un drappo dipinto da artisti locali. La lotta vede contrapporsi per tradizione la contrada dei Nobili e le altre quattro, che non sopportano la "spocchiosità" dei suoi contradaioli.
Il palio originario risale al 14 agosto 1295, mentre quello in forma attuale fu disputato per la prima volta il giorno 14 settembre dell'anno 1947 alle ore 16, con partenza dal Ponte della Fontona ed arrivo all'asilo infantile Vittorio Veneto, su strada a sterro e con ciuchi ferrati. La vittoria fu conseguita dalla contrada Ventosa, con il fantino Asio Andreini. Al secondo posto si classificò il Tramonto ed al terzo i Nobili, poi Torre e Corso. La sfilata in costume d'epoca e la disputa del palio si svolsero secondo le tradizioni e le regole tramandate fin dal Medioevo, con la variante del numero delle contrade, che furono portate da sei (da cui il nome Palio dei Sestrieri) a cinque, incorporando l'antica contrada del Tufolino in quella della Torre. Dal 1947 al 1970 il palio veniva corso immancabilmente il 14 di settembre: la sfilata storica in costumi medioevali cominciava alle 16 e i festeggiamenti si prolungavano fino a notte inoltrata nella contrada vincente, illuminata a giorno, mentre le altre contrade rimanevano nell'oscurità. Nel 1971 gli abitanti di Roccatederighi, ridotti nel numero di residenti, decisero di sperimentare una edizione estiva del palio, cioè quella della vigilia di Ferragosto, quando il paese era popolato da numerosi villeggianti. L'edizione ebbe un gran successo di pubblico, così divenne una regola definitiva. Per alcuni anni fu mantenuta la tradizione del palio di settembre, ma fu abbandonata definitivamente nel 1980. Nel 1990, per il 500º anniversario della pieve di San Martino, il 15 settembre fu disputato un palio straordinario.

## Cultura

### Musei
- Museo degli attrezzi agricoli, presso la Fontona

### Eventi
In occasione della festa paesana, a motivo del vivace turismo estivo che vive di riflesso a quello balneare del litorale maremmano, da qualche anno, a Roccatederighi, un fine settimana del mese di agosto, si celebra la festa Medioevo nel Borgo.
Il 14 Agosto di ogni anno a Roccatederighi si svolge il Palio Storico, corso con i somari, che vede sfidarsi cinque contrade, Il Tramonto, La Torre, Il Corso, La Ventosa ed i Nobili.